# Epistaurus bolivari
Epistaurus bolivari är en insektsart som beskrevs av Heinrich Hugo Karny 1907. Epistaurus bolivari ingår i släktet Epistaurus och familjen gräshoppor. Inga underarter finns listade i Catalogue of Life.